# فترة ليبرالية (الهند الشرقية الهولندية)

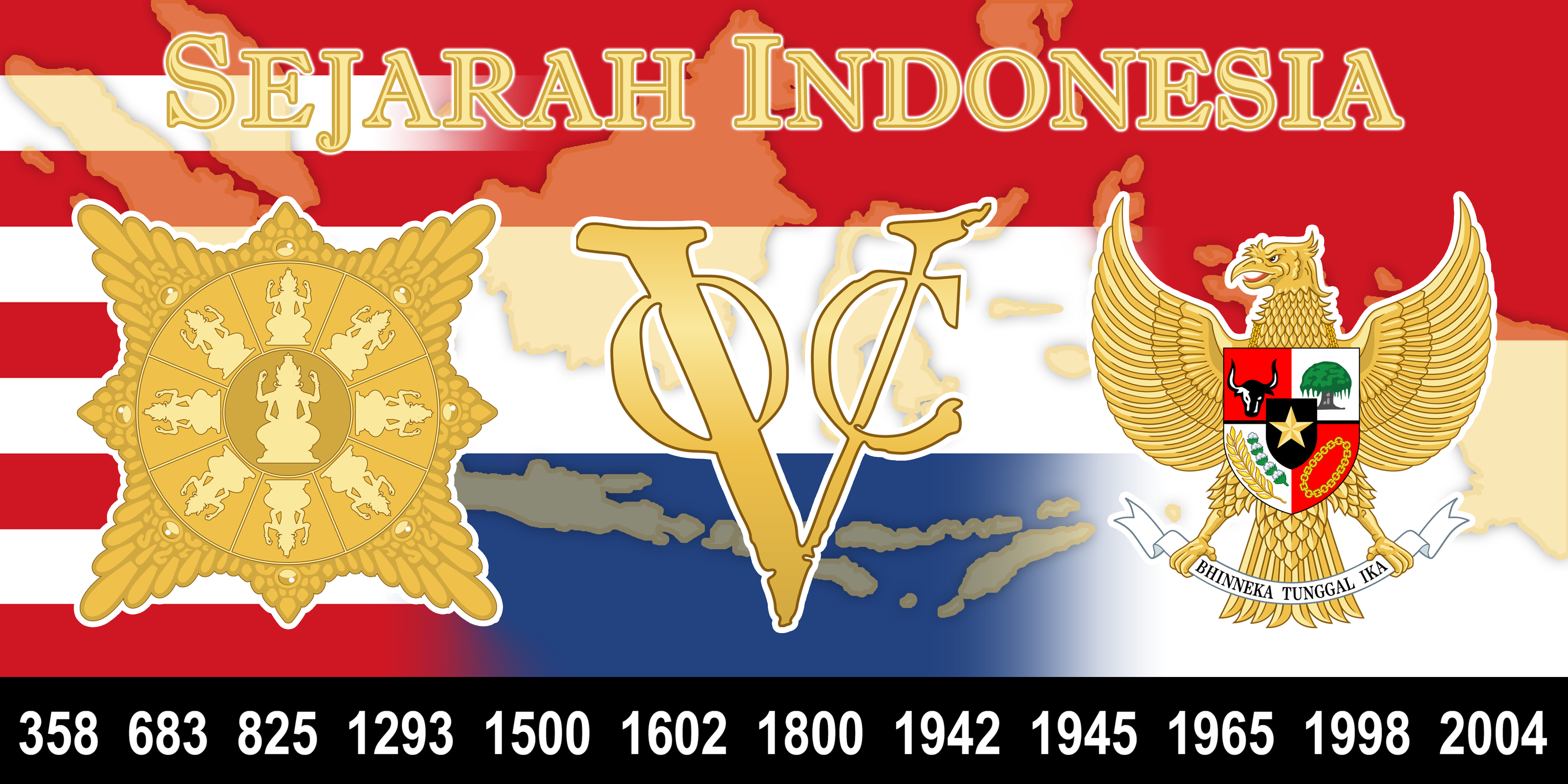

يشير مفهوم الفترة الليبرالية إلى السياسات الاقتصادية التي تأسست في الهند الشرقية الهولندية بدءًا من منتصف القرن التسعين.

## الخلفية: نظام الزراعة
في إطار نظام الزراعة (أو &"tanam paksa" باللغة الإندونيسية ) في مكان استمر العمل به معظم فترات القرن التاسع عشر، طلبت الحكومة الاستعمارية الهولندية في منطقة الأرخبيل الإندونيسي من المزارعين الأصليين دفع، كنوع من الضريبة، مبالغ ثابتة عن المحاصيل المحددة، أمثال السكر والقهوة. وأصبح معظم أنحاء جزيرة جاوة مزارع هولندية، الأمر الذي يجعل منها مستعمرة مربحة ومكتفية ذاتيًا ويسهم ذلك في إنقاذ هولندا من الإفلاس ويساعدها في أن تنشئ مجتمعًا برجوازيًا حديثًا ومزدهرًا. ومع ذلك، جلب نظام الزراعة الكثير من المصاعب الاقتصادية للفلاحين الجاويين، الذين عانوا من المجاعة والأوبئة في فترة أربعينيات القرن التاسع عشر، وجذب المزيد من انتباه الرأي العام الهام بهولندا.

## تخفيف الأعباء عن اقتصاد الهند
قبل الركود الذي شهدته فترة أواخر القرن العشرين، كان الحزب الليبرالي الحزب المسيطر على عملية صناعة السياسات في هولندا. ووجدت فلسفة السوق الحرة بها طريقًا إلى الهند؛ حيث يتميز نظام الزراعة في إطارها برفع القيود عنه. وفي ظل عمليات الإصلاح الزراعي بدايةً من عام 1870، لم يعد المنتجون مضطرين لتوفير المحاصيل اللازمة للتصدير، بل أصبحت الهند منفتحة على المؤسسات الخاصة. وفي إطار ذلك، أنشأ رجال الأعمال الهولنديون مزارع كبيرة تدر ربحًا. وتضاعف إنتاج السكر في الفترة من عام 1870 و1885، وازدهرت المحاصيل الجديدة مثل الشاي والكينا، وتم إدخال منتج المطاط كذلك، مما أدى إلى زيادة كبيرة في الأرباح الهولندية.
ولا تقتصر التغيرات على جزيرة جاوة، أو مجال الزراعة فحسب؛ بل يعد النفط المستخرج من سومطرة وكليمنتان كذلك مصدرًا قيمًا في أوروبا الصناعية. وتسببت مزارع التبغ والمطاط الموجودة عند المناطق الحدودية في تدمير الغابات المتمركزة عند الجزر الخارجية. وامتدت المصالح التجارية الهولندية قبالة ساحل جاوة إلى الجزر الخارجية مع اتساع المزيد من الأراضي التي أصبحت تحت سيطرة أو هيمنة الحكومة المباشرة في النصف الأخير من القرن التاسع عشر. وتم جلب عشرات الآلاف من العمال إلى الجزر الخارجية من الصين والهند وجاوة للعمل في المزارع وعانوا من المعاملة القاسية وارتفاع معدل الوفيات.
ويشير الليبراليون إلى أن فوائد التوسع الاقتصادي ستؤتي ثمارها على المستوى المحلي. ومع ذلك، أدت النتيجة المتمثلة في ندرة الأرض الصالحة لزراعة الأرز، إلى جانب الزيادة الهائلة في عدد السكان، وبخاصة في جاوة، إلى مزيد من الصعوبات. شهدت حالة الركود العالمية في أواخر ثمانينيات القرن التاسع عشر وأوائل تسعينيات القرن التاسع عشر تدهورًا في أسعار السلع الغذائية التي تعتمد عليها الهند. لاحظ الصحفيون وموظفو الخدمة المدنية أن غالبية سكان الهند لم يكونوا أفضل حالًا مما كانوا عليه في ظل الاقتصاد القائم على نظام الزراعة المنظم السابق؛ حيث كان عشرات الآلاف من الأشخاص يتضورون جوعًا.

## السياسة الأخلاقية
لقد أدى القلق المثار حول رفاهية السكان الأصليين في الهند إلى قيام ملكة ويلهيلمينا بإعلان في عام 1901 يتمثل في تبني «السياسة الأخلاقية» المحبة للخير الجديدة، والذي يهدف إلى تحقيق التقدم والازدهار وتحسين التعليم لسكان البلد الأصليين.